# Ибаньес Каэтано, Даниэль
Даниэль Ибаньес Каэтано (исп. Daniel Ibañes Caetano; 6 июля 1976, Сан-Паулу, Бразилия), более известный как просто Даниэль — бразильский и испанский игрок в мини-футбол. Более всего известен своей игрок за испанские клубы «Каха Сеговия» и «Интер Мовистар», а также за сборную Испании по мини-футболу.

## Биография
В начале карьеры Даниэль выступал в бразильских клубах, пока не перебрался в испанскую «Мехораду». Вскоре бразилец перешёл в другой испанский клуб — «Каха Сеговию». С клубом из Сеговии он стал победителем Турнира Европейских Чемпионов и Межконтинентального кубка, чемпионом Испании, а также трёхкратным обладателем кубка и суперкубка страны. После перехода в «Интер Мовистар» (в разные годы также называвшегося «Бумеранг Интервью» и «Интервью Фадеса») в 2003 году Даниэль продолжил увеличивать список своих достижений, добавив в него ещё четыре звания чемпиона страны, четыре национальных кубка и пять суперкубков, четыре Межконтинентальных кубка и Кубок обладателей кубков по мини-футболу. Также он стал трёхкратным обладателем Кубка УЕФА по мини-футболу, отличаясь забитыми мячами в каждом из финалов.
Приняв испанское гражданство, Даниэль начал выступления за сборную Испании по мини-футболу. В её составе натурализованный бразилец стал чемпионом мира по мини-футболу 2000 года, серебряным призёром чемпионата мира по мини-футболу 2008 года и четырёхкратным чемпионом Европы по мини-футболу.
После сезона 2009/10 Даниэль принял решение о завершении игровой карьеры.

## Достижения
- Чемпион мира по мини-футболу 2000
- Серебряный призёр чемпионата мира по мини-футболу 2008
- Чемпион Европы по мини-футболу (4): 2001, 2005, 2007, 2010
- Турнир Европейских Чемпионов по мини-футболу 1999-00
- Бронзовый призёр чемпионата Европы по мини-футболу 2003
- Кубок УЕФА по мини-футболу (3): 2003-04, 2005-06, 2008-09
- Обладатель Межконтинентального кубка (5): 2000, 2005, 2006, 2007, 2008
- Чемпионат Испании по мини-футболу (5): 1998-99, 2002-03, 2003-04, 2004-05, 2007-08
- Кубок Испании по мини-футболу (7): 1997-98, 1998-99, 1999-00, 2003-04, 2004-05, 2006-07, 2008-09
- Суперкубок Испании по мини-футболу (8): 1998—1999, 1999—2000, 2000—2001, 2002-03, 2003-04, 2005-06, 2007-08, 2008-09
- Кубок обладателей кубков по мини-футболу 2008

Личные:
- Лучший бомбардир Чемпионата Европы по мини-футболу 2007